# Lada 2101/2102
La VAZ-2101 « Jigouli » est la toute première automobile fabriquée par le constructeur russe Lada-AvtoVAZ. Basée sur la Fiat 124, elle fut produite de 1970 à 1988 et déclinée en plusieurs versions, dont le break VAZ-2102, sorti en 1971. Plus connue en Europe de l'Ouest sous le nom de Lada 1200, 1200S ou 1300 (1200, 1200S, 1300 ou 1500 Combi pour la 2102), la 2101 tient une place très importante dans l'histoire automobile russe et soviétique et a même été élue voiture russe du siècle en 1999.

## La 2101 (1970-1988)

### Les débuts
Premier modèle fabriqué dans l’usine de Togliatti, la VAZ-2101, appelée « Jigouli » en Union soviétique, se rapproche de très près de la 124 de Fiat (avec lequel le gouvernement soviétique avait collaboré pour la création de l'entreprise VAZ), extérieurement tout au moins. Mais en réalité, plus de 800 modifications séparent la 2101 de la berline italienne. En effet, la garde au sol a été rehaussée (passant de 14 à 17,5 cm) pour mieux résister au mauvais réseau routier soviétique, le système de chauffage et de dégivrage a considérablement été amélioré pour faire face à l’hiver russe, les trains roulants et les longerons ont été renforcés,…etc.
Le moteur n’est pas en reste, ainsi la 2101 utilise un 1 198 cm3 de 65 ch au début de sa carrière. Il s’agit du bloc équipant la Fiat 124, mais ici profondément modifié.
Les premières 2101 sont livrées le 18 août 1970 dans la région de Kouïbychev, près de Novossibirsk.
À l’époque, il faut débourser entre 4000 et 5 000 roubles pour se l’offrir, ainsi qu’être « un bon membre » du parti…

### À l’ouest
La présentation officielle de la 2101 à l’étranger a lieu lors du Salon de Bruxelles, en janvier 1971. La Belgique est l’un des premiers pays capitalistes dans lesquels elle va être vendue, avec les Pays-Bas et la Finlande. A l’Ouest, elle prend le nom de Lada 1200, en référence à la cylindrée de son moteur. Lada étant le nom d’un bateau typique de la Volga, c’est ce nom, plus facile à prononcer que VAZ, qui a été choisi pour l’exportation.
Elle est vendue en France dès 1973, importée par la société Jacques Poch, qui commercialise déjà les Moskvitch et les Skoda. La 2101, ou plutôt 1200, est proposée au prix de 11 800 F, soit 10 % de moins que la 124.
Si la consommation et la finition déçoivent quelque peu les spécialistes, les performances se montrent à la hauteur, avec un bon 140 km/h en vitesse de pointe.
Cependant, la voiture plaît et elle réalise des scores de ventes tout à fait honorables.

### La gamme s’étoffe
En 1974, la gamme 2101 s’étoffe avec la 21011, équipée d’un 1.3 de 69 ch, elle est donc vendue sous le nom de 1300. La 21011 se différencie de la 2101 par ses pare-chocs sans butoirs, par sa calandre grillagée et par 4 ouvertures pratiquées sous cette calandre.
Cette version sera vendue jusqu’en 1981.
1974 est aussi l’année du lancement de la Lada sur le marché britannique.
En 1977 est lancée la 21013, très peu différente de la 21011, elle conserve cependant le 1.2 de la 2101 et se voit appelée Lada 1200S.
La même année, VAZ sort la 21016, version destinée à la milice soviétique motorisée par le 1.5 de la 2103.
Le 26 octobre 1979, la 5000000e Lada tombe des chaînes de Togliatti, il s’agit d’une 2101 jaune vif, qui sera conservée au musée de la marque.

### Fin de la production
En 1980, la 2101 fête ses dix ans et doit affronter sa version revue et corrigée, la 2105, sortie un an plus tôt.
L’année suivante, en 1981, la 21011 est retirée du catalogue. La 2101 la suit en 1984, après 14 ans de carrière. Mais la gamme 2101 est vendue jusqu’en 1988, année où la production de la 21013 est arrêtée.

### Bilan
Pendant ces 18 années de commercialisation, la Lada aura été vendue à plus de 2 millions d’exemplaires. Surnommée « Kopeika » en référence à son prix modique, la 2101 est aujourd’hui une icône en Russie, au point d’avoir été élue « voiture russe du siècle » en 1999.

## La 2102 (1971-1986)

### Première 5 portes d’AvtoVAZ
Version break de la VAZ-2101, et donc basée sur la Fiat 124 Familiare, la 2102 est la première 5 portes du constructeur russe. Elle voit le jour le 27 avril 1971, soit un peu plus de 8 mois après la berline, dont elle reprend le 1.2 de 65 ch et bénéficie des mêmes modifications.
Le break Lada sera même très sérieusement élu « meilleur ami du vacancier russe » !

### L’exportation et les différentes versions
À l’exportation, où il reçoit le nom de Lada 1200 Combi, son succès sera immédiat. Il restera même longtemps le break le plus vendu en Belgique, avant de céder sa couronne à sa remplaçante, la Lada 2104.
À partir de 1977, la 2102 est disponible avec le 1.5 de 77 ch de la 2103, ce qui lui vaudra le nom de 1500 Combi ; puis en 1978, elle reçoit un 1.3 (1300 Combi).
Les britanniques auront même droit à une finition luxueuse ES (disponible aussi sur la berline) se distinguant par sa carrosserie bicolore.
Au chapitre des performances, le break fait sensiblement jeu égal avec la berline, la vitesse maximale de la 1200 Combi étant de 135 km/h.

### Bilan
Comme la « Kopeika » avec la 2105, la 2102 doit faire face à la concurrence du nouveau break de la marque, la 2104, lancée en 1982. Cependant, la 2102 continue sa route jusqu’en 1986, année où elle prend sa retraite, après avoir été produite à 666 900 exemplaires.

## Galerie

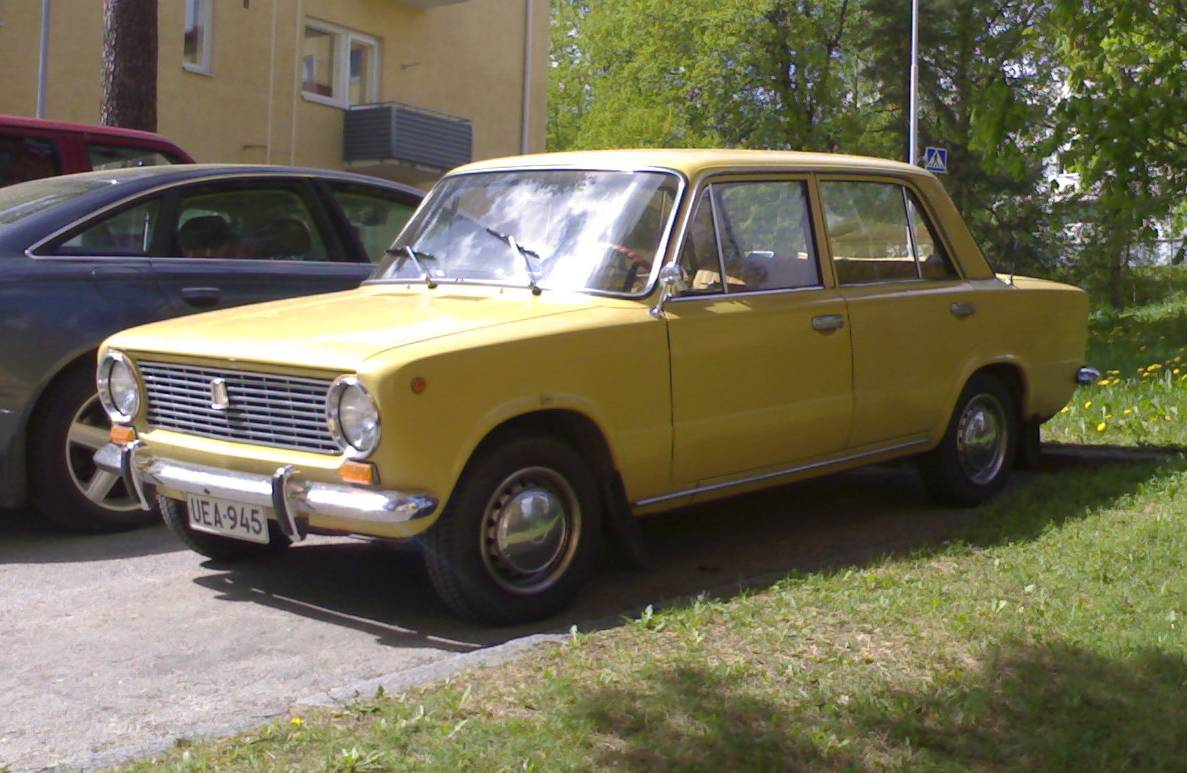
Lada 2101
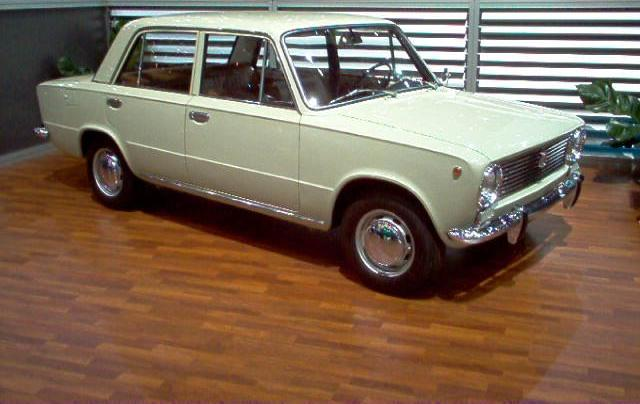
Lada 2101
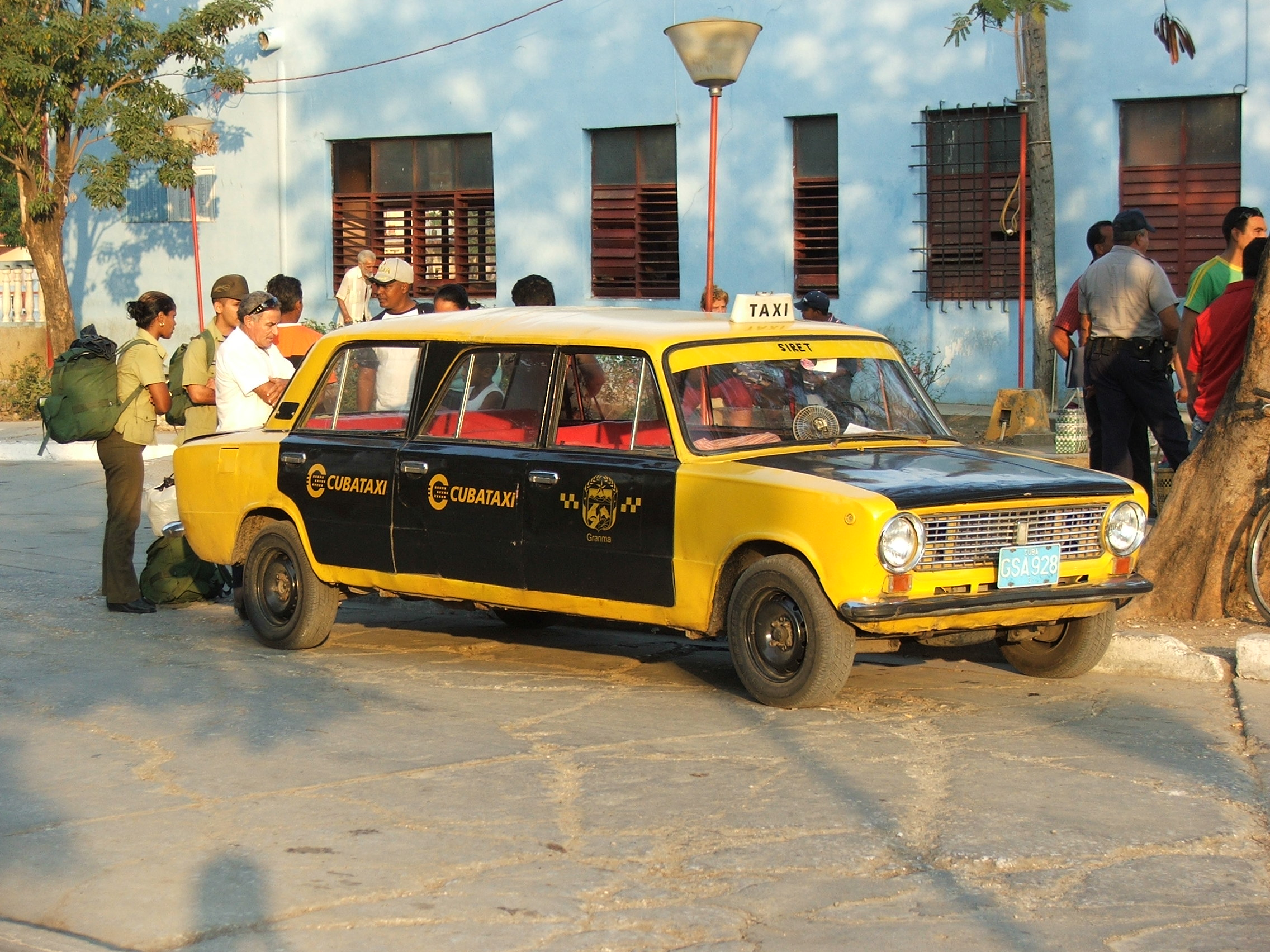
Limousine artisanale cubaine basée sur une 2101
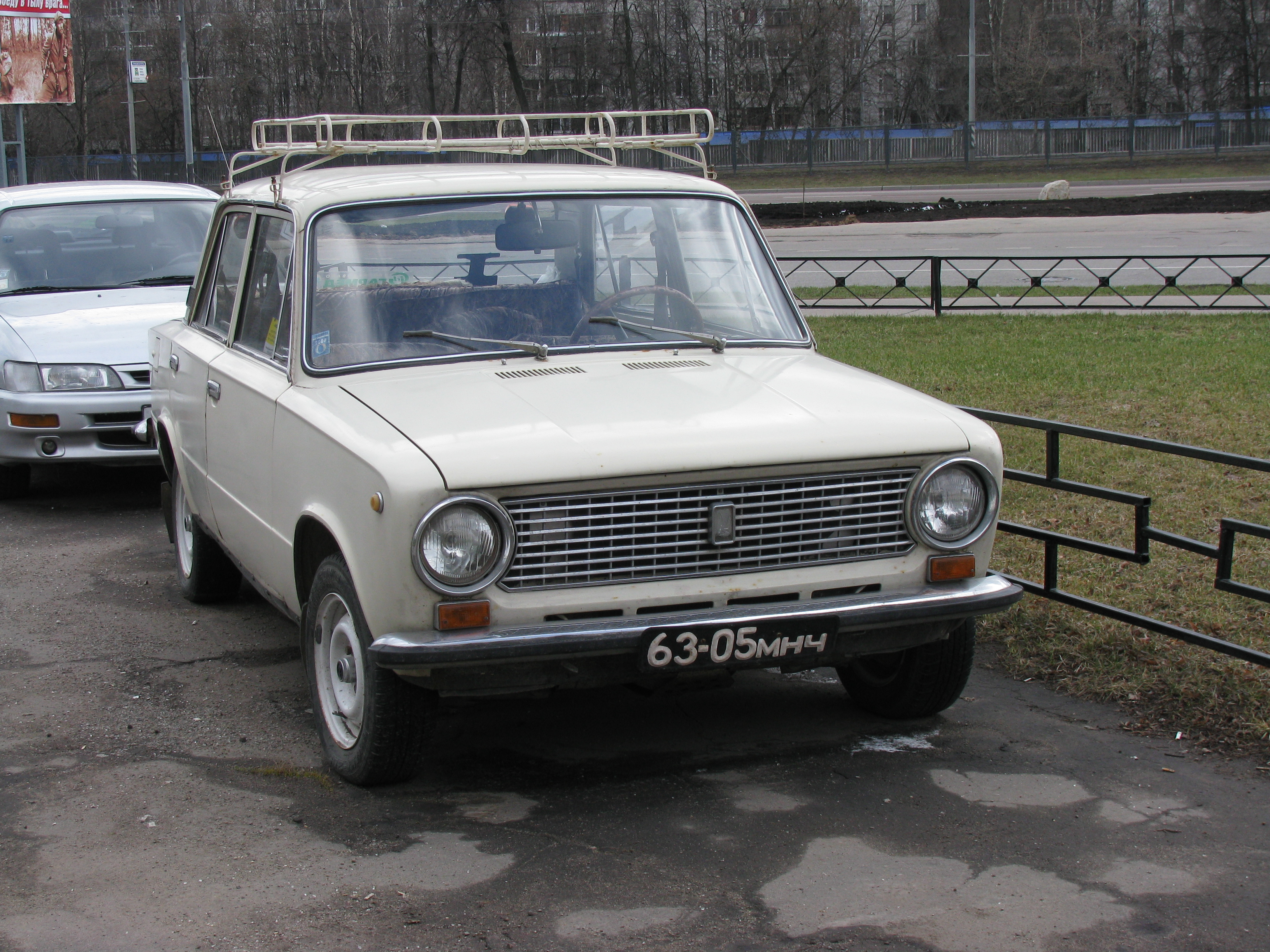
Lada 21011
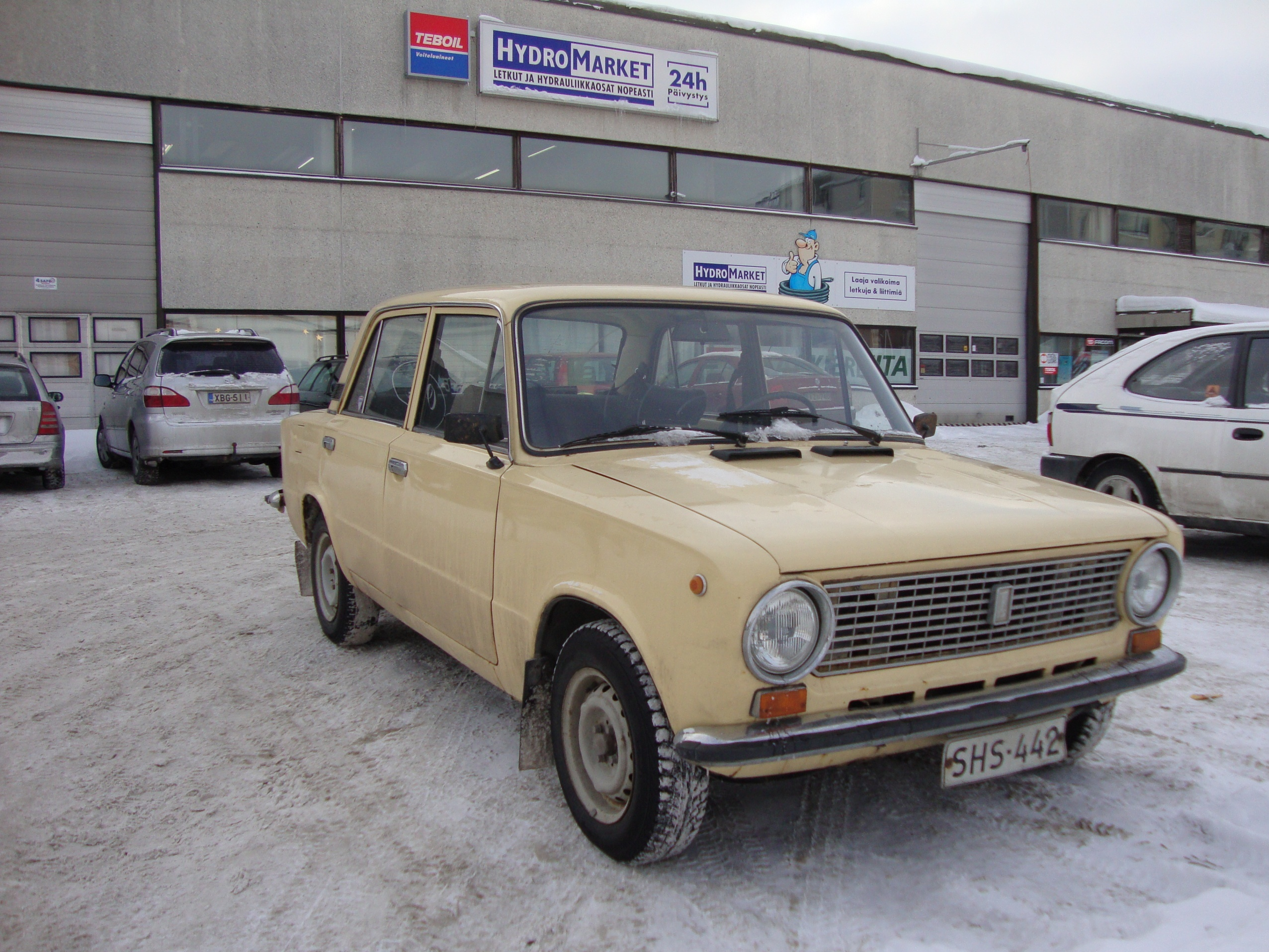
Lada 21011
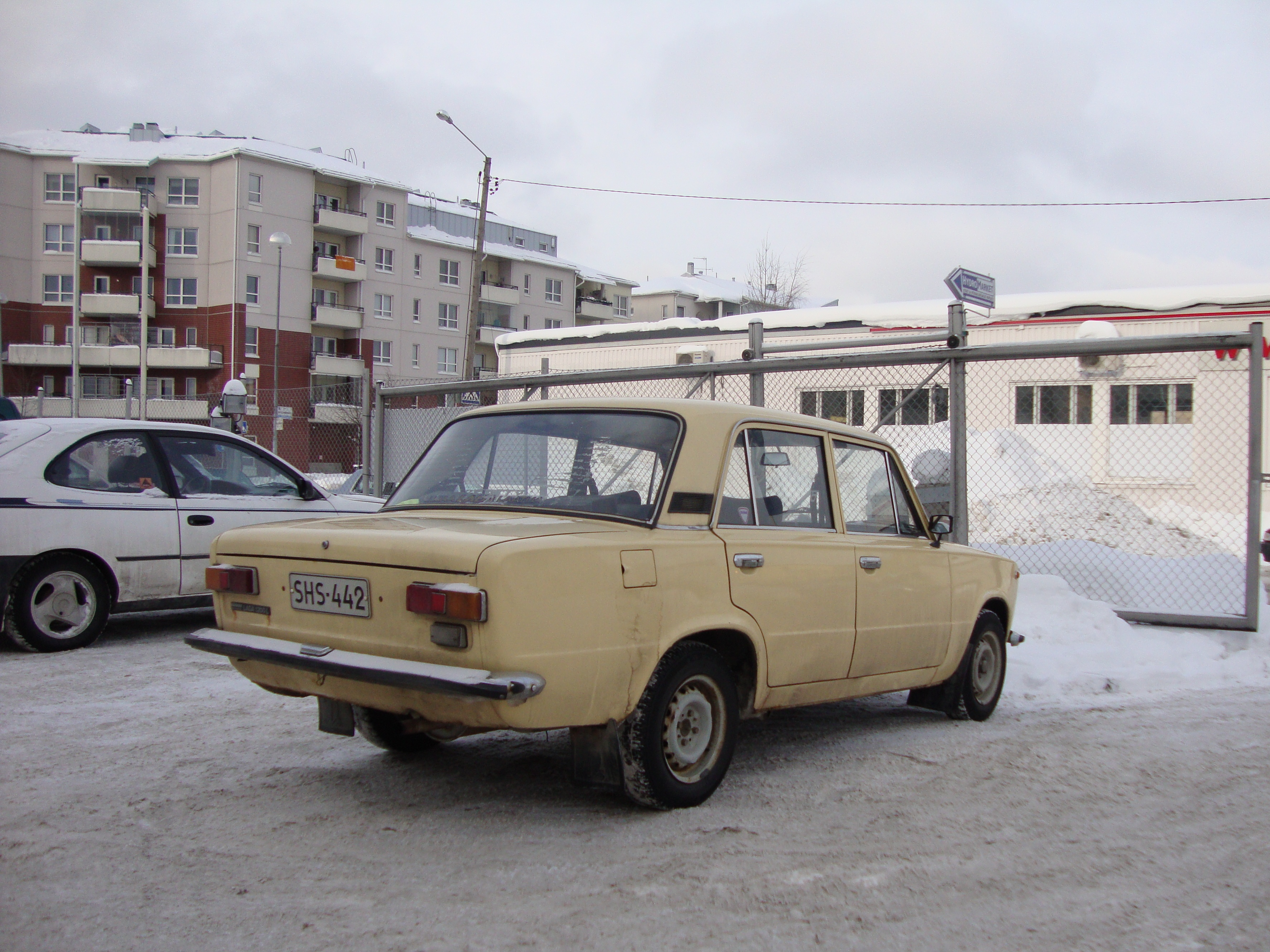
Lada 21011
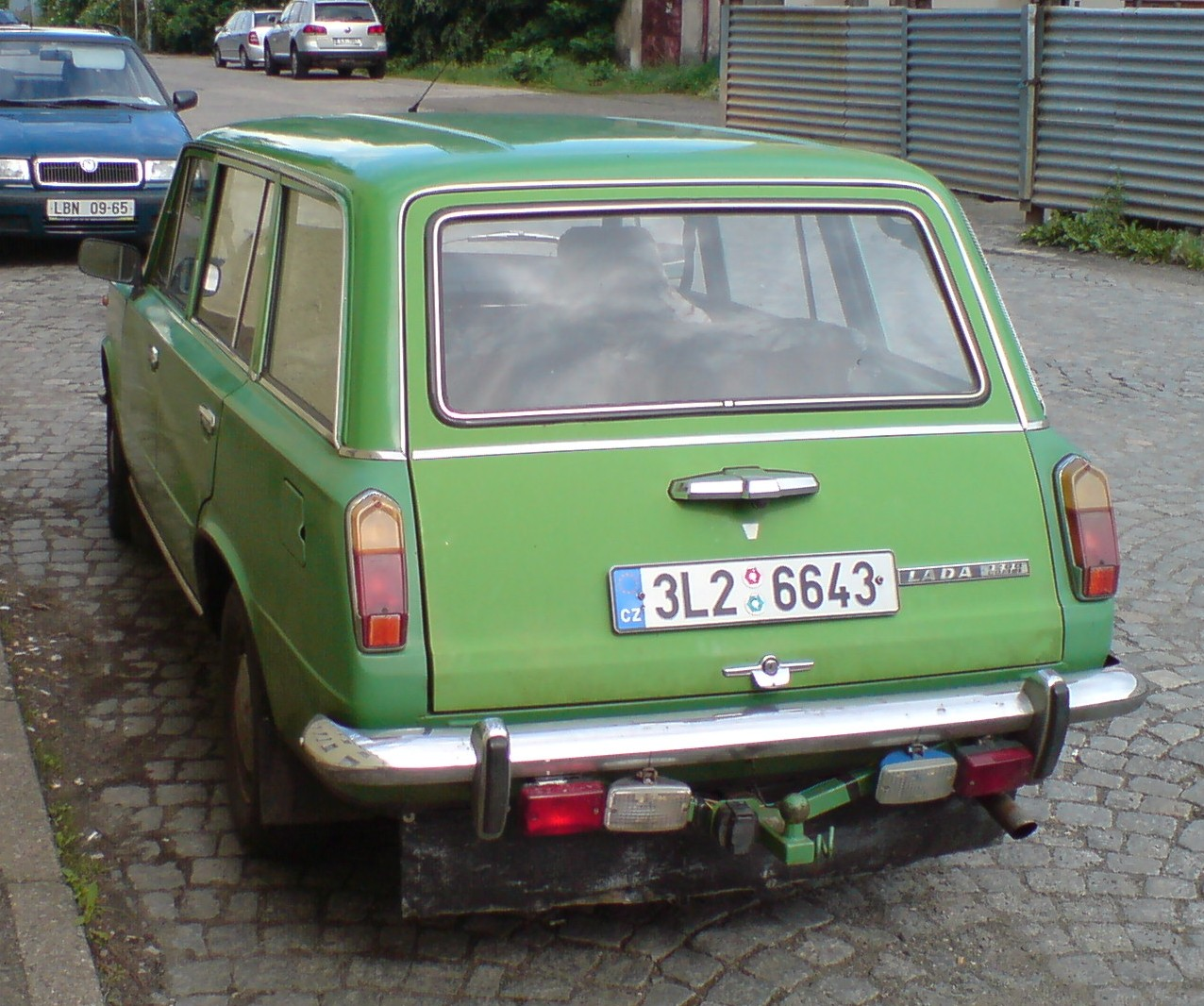
Lada 2102
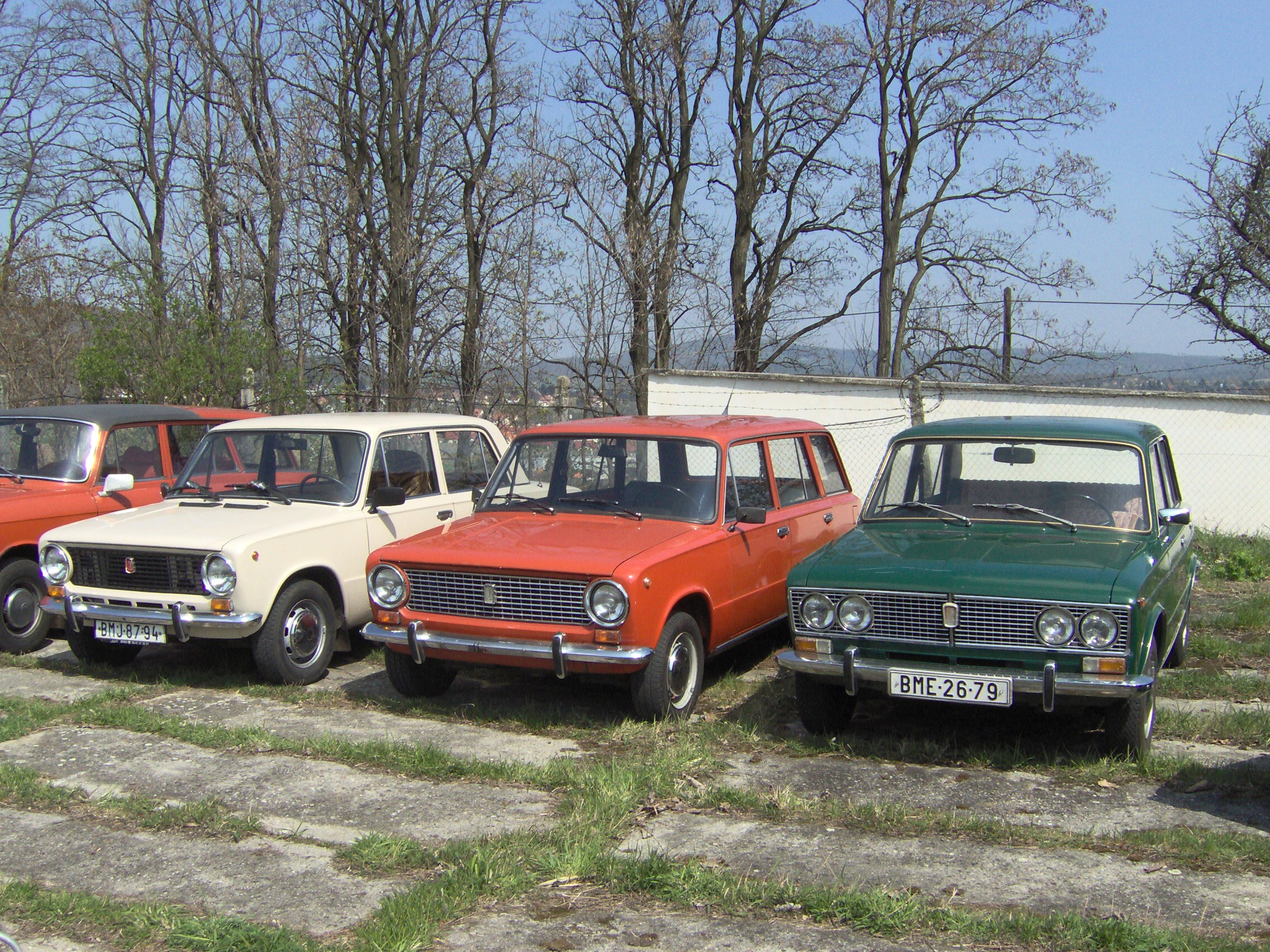
Lada 2101, 2102 et 2103 (de gauche à droite)